# Humbert II d'Albon (évêque de Grenoble)
Pour les articles homonymes, voir Humbert, Humbert II et Humbert d'Albon.
Humbert d'Albon, mort avant 1070, est un évêque de Grenoble du milieu du XIe siècle. Il est le quatrième et le dernier guigonides à monter sur le siège épiscopal de Grenoble.

## Biographie

### Origines
Humbert est né à une date inconnue. Il est le fils du comte Guigues le Vieux, premier comte d'Albon et de Grésivaudan, et de son épouse Adelaïde/Alix, (de Turin ?, peut-être la fille du comte Humbert, auteur de la dynastie des Humbertiens, selon Georges de Manteyer). Il a pour frère, Guigues, qui succède à son père et connu sous le nom de Guigues II,.
Il est mentionné pour la première fois dans un acte de 1036, signé de l'évêque Mallen, un cousin, et aux côtés de ses parents et de son frère,.

### Épiscopat
Humbert succède à Artaud, probablement vers 1058,,,. Il était cependant absent du catalogue des Cartulaires de l'église-cathédrale de Grenoble, dits Cartulaires de saint Hugues, ainsi que celui d'Étienne Le Camus, publié par Ulysse Chevalier (1868).
Il n'est plus sur le siège en 1070, voire probablement avant. Pons est élu à sa suite.